# Flemington (New Jersey)
Flemington – miasto (borough) w Stanach Zjednoczonych, w stanie New Jersey, ośrodek administracyjny hrabstwa Hunterdon.